# Gurneys suikervogel
De Gurneys suikervogel (Promerops gurneyi) is een zangvogel uit de familie Promeropidae (Afrikaanse suikervogels).

## Verspreiding en leefgebied
Deze soort telt twee ondersoorten:
- Promerops gurneyi ardens: Zimbabwe en westelijk Mozambique.
- Promerops gurneyi gurneyi: noordelijk en oostelijk Zuid-Afrika.